# Spytkowice (powiat nowotarski)

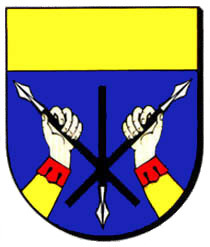
Herb Gminy Spytkowice

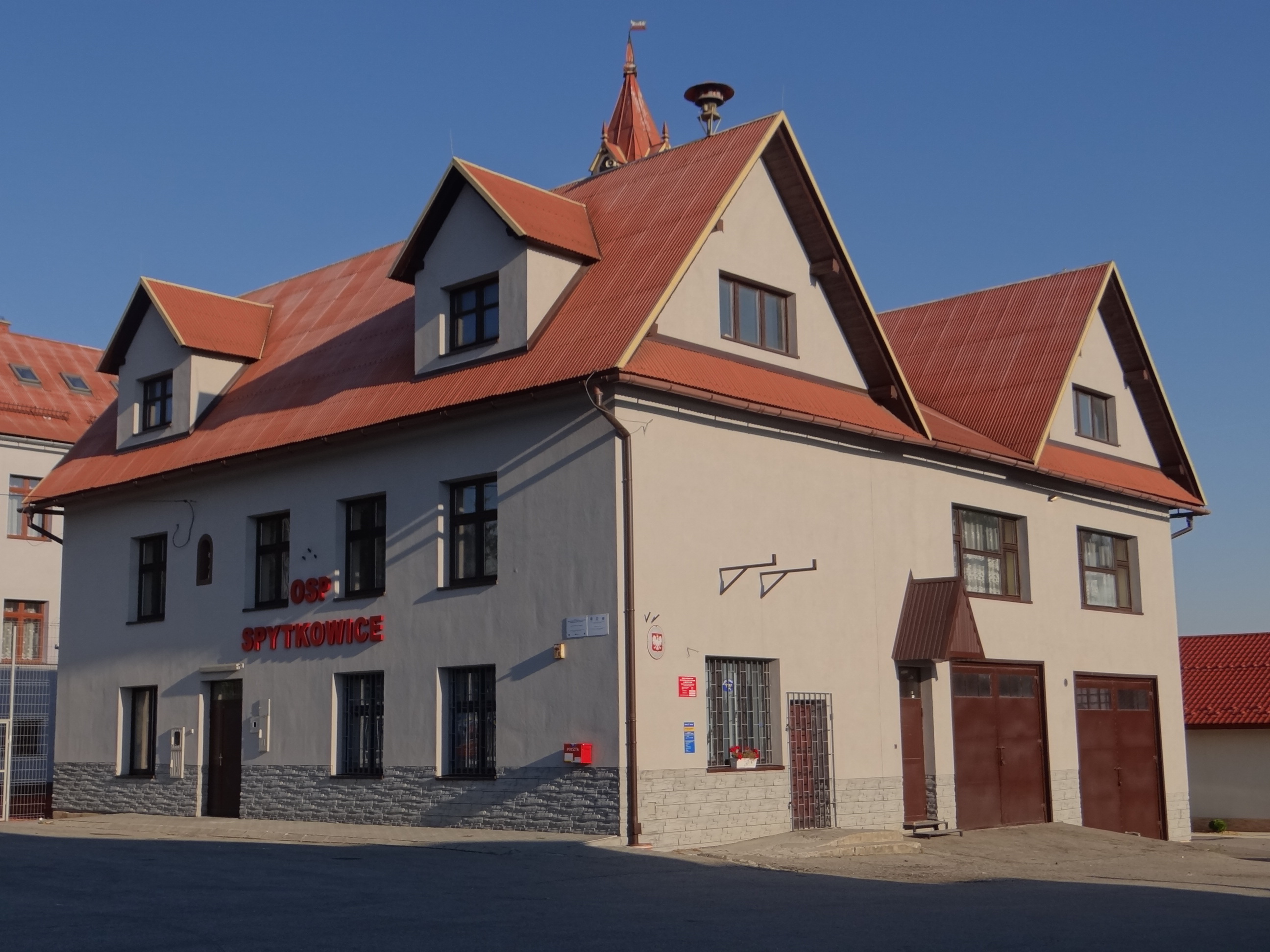
Remiza OSP

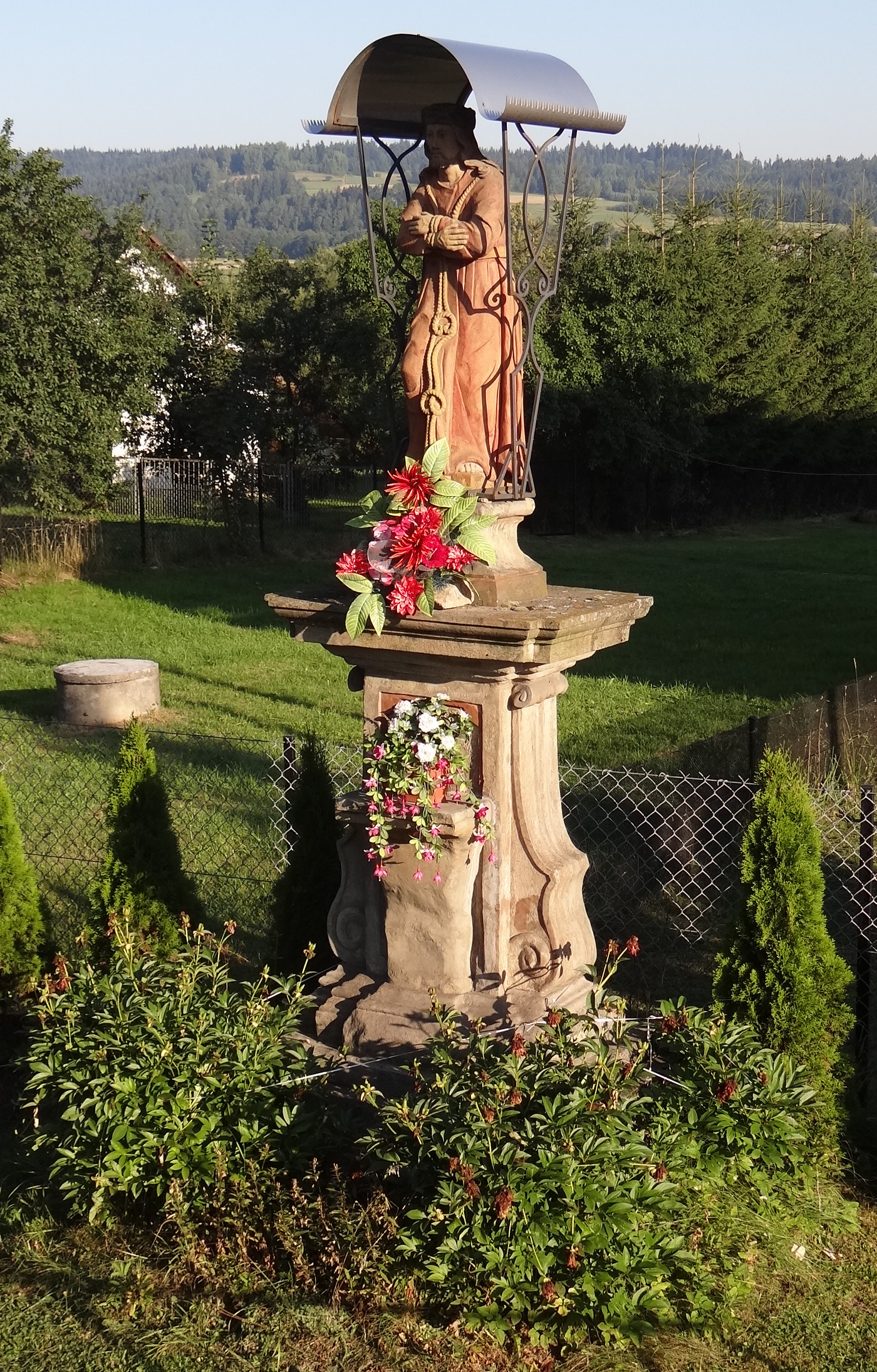
Figura przydrożna

Spytkowice – wieś w Polsce, położona w województwie małopolskim, w powiecie nowotarskim, w gminie Spytkowice, przy drodze krajowej nr 7.
W latach 1975–1998 wieś należała administracyjnie do województwa nowosądeckiego.
Spytkowice graniczą: od północy z gminą Jordanów (powiat suski), od północnego zachodu z gminą Bystra – Sidzina (powiat suski), od wschodu i południa z gminą Raba Wyżna, od południowego zachodu z gminą Jabłonka. Pod względem geograficznym wieś znajduje się na granicy dwóch regionów: Kotlina Rabczańska i Beskid Orawsko-Podhalański.

## Integralne części wsi
| części wsi | Bachorzówka, Banasiówka, Blandówka, Bodakówka, Borówka, Brandysówka, Brękusówka, Brzezinówka, Bulówka, Cechówka, Dubakówka, Dziedzicówka, Górkówka, Grąbówka, Gryziakówka, Grześkówka, Harkabuzówka, Jezuwitówka, Kasinówka, Kowalczykówka, Kozakówka, Krzywdówka, Machówka, Mocarnikówka, Możdżeniówka, Niedźwiedziówka, Pankówka, Pańskie, Pieczygrochówka, Plebańskie, Rusnakówka, Rycerzówka, Sagardylówka, Smardzówka, Solawówka, Sordylówka, Superganówka, Szczęśniakówka, Szyszkówka, Tomczykówka, Wojdyłówka, Zagroniki, Zającówka, Zamarłówka, Żabówka, Żądłówka |

## Historia
Pierwsze pisemne wzmianki o osadnictwie na tych terenach pochodzą z 1234 roku, kiedy zarządzał nimi wojewoda Teodor. Jednak niedługo prowadził akcję osadniczą, gdyż nie doczekał się potomka. Przekazał swe dobra zakonowi Cystersów. Zakonnicy mieli kontynuować działalność kolonizacyjną oraz szerzyć gospodarkę rolną, w XIII wieku bowiem okolice Spytkowic pokryte były jeszcze rozległą puszczą. Przebiegał tu jednak od czasów prehistorycznych ważny szlak handlowy tzw. „droga polska” z Krakowa przez Myślenice, Jordanów w górę doliny Raby do Przełęczy Spytkowickiej a stamtąd do Zamku Orawskiego i na Węgry (obecną Słowację). Był to szlak trudny i uciążliwy, ale w porównaniu z alternatywną drogą „królewską” (przez Stary Sącz) znacznie krótszy. Miał on ogromne znaczenie dla handlu solą, miedzią i ołowiem. Umożliwiał także polityczne i dyplomatyczne kontakty pomiędzy Państwem Polskim a Węgrami.
W 1241 roku przez Przełęcz Spytkowicką przeszli Tatarzy podczas swego najazdu na Polskę. W wyniku najazdów i wojen oraz problemów z zakonem Cystersów została przerwana dalsza kolonizacja na omawianym terenie. Cystersi zostali pozbawieni znacznej części nadanych im wcześniej obszarów w Nowotarszczyźnie, z wyjątkiem kilku wiosek; reszta wróciła do majątków królewskich. Jednak król pożyczając często pieniądze od bogatych magnatów w ramach zabezpieczenia przekazywał swym wierzycielom tereny te w zastaw za użytkowanie. W większości przypadków raz nadane ziemie nie powracały w skład królewszczyzny. W taki właśnie sposób ziemie nowotarskie w 1505 roku uzyskał Jan Jordan.
Jordanowie mieli ważną pozycję w Małopolsce, byli właścicielami dużych włości na Pogórzu Karpackim, z zamkami w Zakliczynie i Melsztynie. Dzięki przychylności królów obejmowali ważne stanowiska w państwie, co umożliwiło im przejęcie ogromnych majątków.  Wspominany wyżej Jan Jordan był m.in. kasztelanem bieckim, starostą spiskim i oświęcimskim, żupnikiem bocheńskim i wielickim oraz wielkorządcą krakowskim. Podobne godności piastował jego syn Mikołaj Jordan oraz jego wnuk, Wawrzyniec Spytek Jordan. Ten ostatni w 1550 roku objął starostwo myślenickie, był też kasztelanem sądeckim, podskarbim koronnym, wojewodą sandomierskim, a następnie krakowskim. Od 1565 roku dzierżył kasztelanię krakowską a ponadto starostwa: przemyskie, kamienieckie i czchowskie. Należał zatem do największych magnatów w Polsce.
Wawrzyniec Spytek Jordan rozwinął bardzo żywą działalność osadniczą w swych dobrach (sięgających od Jordanowa aż po Limanową), także pomiędzy górną Skawą i Rabą. Rozbudowano wówczas stare wsie i zakładano nowe jak np. Ponice koło Rabki oraz właśnie Spytkowice i miasteczko Jordanów. Wieś Spytkowice osadzona była w odróżnieniu od innych wiosek na prawie polskim. Rejestr poborowy z 1581 roku wymienia: „32 zagrodników z rolą, bez roli 24, komorników z bydłem 21 a bez bydła 9 – razem 86 mieszkańców”. Wieś administracyjnie należała do powiatu Szczyrzyckiego i była wsią graniczną pomiędzy Galicją a Węgrami.
Podobno początkowo Spytkowice nosiły nazwę  Spytkowa, jednak ks. Jan Kracik twierdzi, że jest to zapis, który pojawił się w „Rejestrze poborowym", zaś miejscowy pisarz  w „Księdze gromadzkiej" w 1603 roku napisał o kimś, że jest "młynarzem w Spytkowicach", więc teza jest nieuzasadniona. W niektórych dokumentach i aktach nazwę miejscowości zapisywano „Spytkowice Jordanowskie”.
Kolejna informacja źródłowa o Spytkowicach, pochodzi z 1568 roku, kiedy w krakowskich aktach sądowych pojawił się dokument dotyczący podziału majątku Spytka Jordana po jego śmierci. Z dokumentu tego wynika, że majątek ten podzielono pomiędzy wdowę po zmarłym i jego córkę Annę, późniejszą żonę Kacpra Zebrzydowskiego. W krakowskich aktach ziemskich widnieje zapis, spadkowy podział majątku po śmierci Spytka Jordana: "Spithkowicz polowicza" (pół Spytkowic nie Spytkowej) wraz z Tokarnią, Więciężą, Łętownią, Skomielną, Naprawą, Malejową i połową Jordanowa  otrzymała dożywotnio wdowa. Niewymieniona w dokumencie, druga część Spytkowic wraz z Wysoką, Toporzyskiem, Skawą, Zarytem, oraz połową Jordanowa przypadła w spadku córce Annie.
Według Potkańskiego w 1922 roku Spytkowice zostały lokowane na prawie polskim w odróżnieniu od wielu innych wiosek w okolicy.
Po 1624 roku Spytkowice szczególnie szybko rozwijały się za sprawą uniwersału poborowego, zgodnie z którym wszystkie wina węgierskie musiały być przewożone do Krakowa przez Nowy Targ lub Jordanów, a więc przez Przełęcz Spytkowicką. Przez lata miejscowość nabierała znaczenia w związku z rozwojem szlaku handlowego na Węgry, który stał się główną drogą handlową na południe Europy.
W 1652 roku proboszcz parafii w Rabie Wyżnej wspomniał w księdze chrztów o panującej tam zarazie. Z kolei zniszczenia w czasie potopu szwedzkiego (1655) dotykały mieszkańców nie tylko wtedy, gdy przez ich wsie przeciągały plądrujące oddziały, lecz także wówczas gdy zmuszeni byli opłacać kontrybucję na potrzeby utrzymania wojsk najeźdźców oraz oddziałów zaciężnych potopu szwedzkiego. O najeździe Szwedów wspomina także księga gromadzka. Straty spowodowali również żołnierze księcia Siedmiogrodu Jerzego Rakoczego którzy dopuścili się ograbienia Spytkowic.
Około 1671 roku nabył Spytkowice Rafał Kazimierz z Borzynia Makowiecki herbu Pomian. Godnym uwagi wydarzeniem było przesłuchanie zwołane 24 kwietnia 1758 roku w kościele w Rabie Wyżnej, na wniosek biskupa krakowskiego Andrzeja Stanisława Załuskiego, w sprawie utworzenia parafii w Spytkowicach, gdyż w połowie XVIII wieku Spytkowice były wyjątkowo ludną wsią (1500–1700 osób)  i zajmowały dość rozległy obszar. Po pięciu miesiącach, dnia 18 września 1758 roku, Andrzej Stanisław Załuski ustanowił w Spytkowicach parafię, a kościół pod wezwaniem Niepokalanego Poczęcia Najświętszej Marii Panny ufundował hrabia Roman Sierakowski. Kościół budowano w latach 1763–1765, a jego konsekracji dokonał 19 października 1766 roku sufragan krakowski Franciszek Podkański.
Po zaborach, w 1769 roku wojska austriackie obsadziły stanowisko starosty spiskiego. Rząd austriacki dążył do zerwania więzi z Polską mieszkańców zagarniętych terenów, które nazwał Galicją. Nie chciał też, by oddzielona zaborczym kordonem diecezja krakowska kontaktowała się z górną Orawą. Dlatego cesarz Józef II w 1783 roku ustanowił diecezję w Tarnowie, a Spytkowice (razem z 12 innymi parafiami) weszły w skład dekanatu myślenickiego tejże diecezji. Ostatni dziedzic Spytkowic w 1890 roku sprzedał chłopom majątek. W 1893 roku rozpoczęło działalność koło rolnicze, jedno z pierwszych na Podhalu. W 1904 roku w Spytkowicach powstaje Kasa Raiffeisena (Wiejska Kasa Oszczędnosciowo–Pożyczkowa), która do momentu wybuchu I wojny światowej świetnie się rozwijała dochodząc w oszczędnościach do kwoty ½ miliona koron. Staraniem kółka rolniczego została założona w 1910 roku pierwsza na Podhalu spółdzielnia mleczarska, która znacznie wpłynęła na rozwój miejscowości i dochody tutejszej ludności.
Okolice Spytkowic w XIX stuleciu należały do monarchii habsburskiej (Cesarstwo Austrii, następnie Austro-Węgry). Należały do powiatu myślenickiego w cesarskiej prowincji Galicji.
Podczas I wojny światowej mieszkańcy Spytkowic walczyli zarówno w armii cesarskiej, jak i w armii polskiej gen. Józefa Hallera. Walczyli z armią cesarską, w której było wielu Polaków spod zaboru rosyjskiego, inni zaś we Włoszech w  Armii Polskiej (wł. Armata Polacca in Italia) – formacji wojsk polskich utworzonej z jeńców polskich z Armii Austro-Węgier i Armii Cesarstwa Niemieckiego, którzy dostali się do niewoli włoskiej w czasie I wojny światowej.
Z zapisów w kronice, pisanej przez ówczesnego proboszcza wsi wynika że "51 parafian straciło życie, kilkunastu wróciło inwalidami"
Po odzyskaniu niepodległości w 1918 roku Spytkowice  funkcjonowały jako samodzielna jednostka w strukturach administracyjnych na ten czas obowiązujących.
Okres międzywojenny to czas dalszego, intensywnego rozwoju miejscowości. W 1926 roku okresu rozpoczyna działalność działalności Katolickie Stowarzyszenie Młodzieży Żeńskiej. Jego założycielem jego był kierownik szkoły Zygmunt Szybowski. Katolickie Stowarzyszenie Młodzieży Żeńskiej miało swój status, a także sztandar. Stowarzyszenie to prowadziło różne formy pracy, których celem było podniesienie poziomu życia i oświaty na wsi. W związku z tym organizowało kursy życia, haftu, koronek, pieczenia, gotowania. O podniesienie kultury rolnej zadbano przez wprowadzenie poletek doświadczalnych. Każdy członek miał je wydzielone w rodzinnym gospodarstwie. W celu upiększenia domostw wiejskich organizowano ogródki kwiatowe. Z inicjatywy Z. Szybowskiego w tamtych czasach zaczęło się w Spytkowicach rozwijać sadownictwo.
17 lipca 1929 roku, w chwili wytchnienia w podróży, zabytkowa karczma gościła w swoich progach prezydenta Rzeczypospolitej – Ignacego Mościckiego.
1 września 1939 roku wybuchła II wojna światowa. Dość szybko te tereny znalazły się pod okupacją niemiecką. Powołano Generalną Gubernię z siedzibą w Krakowie (12 października 1939) z gubernatorem Hansem Frankiem na czele. Generalna Gubernia składała się z 4 dystryktów, w tym także krakowskiego. W jego ramach utworzono rozległy powiat nowotarski wraz z okolicami Spytkowic (powiat myślenicki został zlikwidowany). Początek II wojny światowej boleśnie doświadczył miejscowość i jej mieszkańców. W pierwszych wojennych godzinach czynny opór nacierającym wojskom niemieckim stawił oddział Wojska Polskiego dowodzony przez porucznika Tadeusza Stefaniszyna. W trakcie walk porucznik zginął. Miejscowość zostaje częściowo spalona przez hitlerowców. Na cmentarzu parafialnym znajduje się pomnik upamiętniający postać poległego porucznika Tadeusza Stefaniszyna. Jego imię nosi Szkoła Podstawowa nr 1 w Spytkowicach. Czas hitlerowskiej okupacji kończy się 1 lutego 1945 roku, kiedy nacierająca Armia Czerwona wypiera Niemców z miejscowości.
Po II wojnie światowej Spytkowice funkcjonowały w strukturach Gromadzkich Rad Narodowych podległych Prezydiom Powiatowych Rad Narodowych.
W 1973 roku powstała gmina Spytkowice, lecz wkrótce została zlikwidowana.
Mieszkańcy Spytkowic w wolnej już Polsce rozpoczęli starania o przywrócenie gminy w swojej miejscowości. Ich starania okazały się skuteczne.
W dniu 1 stycznia 1998 roku powołano na nowo gminę Spytkowice.

## Zabytki
Obiekty wpisane do rejestru zabytków nieruchomych województwa małopolskiego.
- Kościół drewniany pw. NPM Niepokalanie Poczętej, otoczenie, ogrodzenie z 2 bramkami, dzwonnica.
Kościół zbudowany w latach 1763-65 z belek świerkowych i modrzewiowych, jednonawowy, konstrukcji zrębowej, orientowany, ściany oszalowane pionowo z listwowaniem. Kościół ma układ krzyżowy – nawa i transept pokryte są niezależnymi dachami przyczółkowymi, a trójboczne zamknięte prezbiterium dachem wielopołaciowym. Na wschodniej ścianie zewnętrznej prezbiterium znajduje się drewniana kapliczka z obrazem przedstawiającym Chrystusa w Ogrójcu. Nad nawą mieści się duża wieloboczna wieżyczka sygnaturowa o charakterze barokowym, zakończona hełmem o spłaszczonej bani, z latarnią i cebulką. Do prezbiterium przylegają piętrowa zakrystia i kaplica. Wewnątrz pozorne sklepienia kolebkowe w nawie oparte są na słupach. Wystrój kościoła pochodzi z 2 poł. XVIII w.. W rokokowym ołtarzu głównym znajduje się obraz Matki Boskiej Anielskiej zasłonięty przez obraz Matki Boskiej Niepokalanie Poczętej. W pozostałych ołtarzach znajdują się obrazy Ukrzyżowanie, Serce Pana Jezusa oraz Św. Rodzina. Na szczególną uwagę zasługują: obraz Ukrzyżowanie z 1619 r. (w zakrystii), posąg Chrystusa Zmartwychwstałego z XVIII stulecia, rokokowa ambona oraz późnobarokowa kamienna chrzcielnica. Kościół został rozbudowany o część tylną w 1929 r. wg planu inż. Tretera z Akademii Sztuk Pięknych w Krakowie. Polichromię wykonał M. Szczurowski za proboszcza ks. F. Kondelewicza w 1893 r. W 1983 roku wymieniono sufit i wykonano nową polichromię na suficie wg wzoru poprzedniego. Na chórze organy z 1903 r. 15-głosowe. Fundatorem kościoła był wspomniany hrabia Roman Sierakowski, chorąży krakowski, sędzia grodzki, starosta olszowski, wraz z żoną Teresą – właściciele Spytkowic w połowie XVIII wieku.
- Dzwonnica – drewniana, konstrukcji zrębowo – słupowej o ścianach pochyłych z izbicą oddzieloną wydatnym daszkiem obiegającym. Nakryta hełmem cebulastym z latarnią. Dzwon z herbem Ogończyk pochodzący z drugiej połowy XVIII wieku. Stoi osobno obok kościoła, wzniesiona prawdopodobnie wcześniej niż kościół. Pierwotnie była pokryta gontem, obecnie blachą miedzianą. Wiszą w niej trzy dzwony.
- Karczma - murowana karczma pochodzi z 2 poł. XVIII w. – parterowa na planie prostokąta. Pośrodku sień sklepiona kolebkowo z dobrze zachowanymi lunetami. Ściany zewnętrzne ożywione podziałami ramowymi. Dach mansardowy pierwotnie kryty gontem obecnie blachą. Od frontu dobudowany został w XX wieku przez architekta Franciszka Mączyńskiego drewniany ganek z dwoma słupami i facjatą.

### Inne zabytki
Zabytkami są także przydrożne figury, wyrzeźbione w piaskowcu w połowie XVIII wieku. Autor nieznany.
1. Figura Matki Boskiej Bolesnej – wykonana z piaskowca, naturalnej wielkości, polichromowana, ustawiona na dwuczłonowym postumencie z wolutami i wydatnym gzymsem. Matka Boża ubrana w białą długą suknię i błękitny płaszcz. Taki sam błękitny pas materiału okrywa głowę. Postać Matki Bożej ustawiona u lekkim kontrapoście. Rękami obejmuje krzyż. Figura wraz z postumentem jest przykładem wytwórczości ludowego warsztatu kamieniarskiego, utrzymującego poprawność stylową i dobry poziom artystyczny.
2. Figura św. Józefa z Dzieciątkiem Jezus – kamienna ustawiona na dwuczłonowym kamiennym postumencie, przedstawia św. Józefa, ustawionego w lekkim kontrapoście. Św. Józef ubrany w długą suknię i płaszcz zarzucony na ramiona. W ramionach trzyma Dzieciątko Jezus. Postacie naturalnej wielkości. Całość kompozycji formą i stylem nawiązuje do pozostałych kapliczek zlokalizowanych przy drodze Chyżne – Zabornia. Jest przykładem dobrej pracy kamieniarskiej i poprawności stylowej.
3. Figura Jezusa Nazareńskiego.
4. Figura św. Jana Nepomucena – figura naturalnej wielkości polichromowana. Święty ubrany w czarną suknię, białą, krótką rokietę i narzucony na ramiona mantolet. Na głowie biret. W dłoniach trzyma krucyfiks. Rzeźba osłonięta blaszanym, półkoliście wygiętym daszkiem wspartym na metalowych prętach.
5. Figura Jezusa Ukoronowanego – naturalnej wielkości usytuowana na kamiennym cokole, dwuczłonowym. Część dolną, prostopadłościenną, flankowaną wolutami, przykryto prostokątną płytą z wydatnym gzymsem. Na płycie umieszczono mniejszą podstawę, będącą uproszczonym powtórzeniem formy dolnego cokołu. Na niej figura ustawiona w kontrapoście w całości polichromowana. Chrystus ubrany w długą czerwoną suknię, przepasaną grubym, kręconym sznurem. Ręce również skrępowane sznurem. Na głowie cierniowa korona.

Obiekty o cechach zabytkowych:
1. Kaplica błogosławionego Szymona z Lipnicy
2. Żelazny Krzyż na postumencie kamiennym
3. Figura Serca Jezusowego kamienna na postumencie kamiennym
4. Mała kapliczka murowana z cegły z figurką Matki Bożej wewnątrz
5. Nagrobek z 1852 roku na cmentarzu parafialnym
6. Nagrobek Jan Ciapa 1882 roku na cmentarzu parafialnym
7. Nagrobek Szymona Ponickiego z 1934 roku na cmentarzu parafialnym.

## Herb gminy
Herb przedstawia tarczę ze złotą głowicą, w polu dolnym znajdują się dwie ręce w złotych rękawach i czerwonych mankietach, trzymające ukośnie ułożone dwie czarne włócznie, ich srebrne ostrza skierowane są w górę. Pośrodku, pomiędzy włóczniami znajduje się trzecia włócznia ułożona ostrzem w dół.
Herb nawiązuje do dawnych znaków napieczętnych, używanych w Spytkowicach. Jedna z pieczęci datowana na 1840 roku, przedstawia herb Jelita – trzy skrzyżowane włócznie razem z klejnotem. Druga z pieczęci datowana na koniec XIX wieku, przedstawia dwie wyciągnięte ręce, przypominające charakterystyczny klejnot herbu Ogończyk (figurę na hełmie). Obydwa godła napieczętne mogły pochodzić z herbów dawnych właścicieli tych ziem – rodziny Sierakowskich herbu Ogończyk i rodziny Wilkoszewskich herbu Jelita.
Obecny herb gminy powstał z połączenia obydwu godeł, które występowały dawniej na pieczęciach Spytkowic.
Herb Gminy Spytkowice opracowało Centrum Heraldyki Polskiej z siedzibą w Warszawie w 1998 roku.

## Położenie
Gmina Spytkowice położona jest w południowo-zachodniej części województwa małopolskiego na obrzeżach powiatu nowotarskiego w jego północno-zachodniej części. Obszar gminy należy do Regionu Karpackiego, Prowincji Karpaty Zachodnie z Podkarpaciem Zachodnim i Północnym, Prowincji Zewnętrzne Karpaty Zachodnie, Makroregionu – Beskidy Zachodnie, Mezoregionu – Kotlina Rabczańska (wschodnia część gminy) oraz Beskid Żywiecki (zachodnia część gminy). Wieś znajduje się w strefie nadgranicznej w odległości nie większej niż 20 km od granicy państwowej ze Słowacją. Zajmuje powierzchnię 32 km² (3218 ha), co stanowi 2,17% powiatu nowotarskiego, który pod względem powierzchni zajmuje drugie miejsce w województwie. Od strony Orawy znajduje się Przełęcz Spytkowicka, zwana też Przełęczą Bory (709 m n.p.m.) jest szerokim, ale dość wyraźnym obniżeniem mniej więcej w połowie Pasma Orawsko-Podhalańskiego. Od wieków prowadził tędy szlak handlowy i dyplomatyczny z Polski na Węgry. Do 1918 roku stał tu budynek węgierskiej straży celnej (na granicy galicyjsko-węgierskiej).

## Klimat
Obszar gminy Spytkowice zaliczany jest do karpackiego regionu klimatycznego. Region ten cechuje się przewagą wpływów oceanicznych w części zachodniej, kontynentalnych zaś w części środkowej i wschodniej. Podobnie jak w regionie sudeckim, wraz z wysokością spada temperatura, skraca się lato i wydłuża zima.
Warunki klimatyczne związane są ze ścieraniem się suchego powietrza kontynentalnego z wilgotnym – atlantyckim. Klimat należy do łagodnych, górskich o dużym lokalnym zróżnicowaniu warunków termiczno-wilgotnościowych, częściowo zdeterminowanych ukształtowaniem terenu oraz układem grzbietów i dolin. Ułatwiony jest tu dostęp ciepłych prądów południowo-zachodnich. Obszar ma korzystne nasłonecznienie, niewielką ilość mglistych dni, słabe wiatry, zwykle niskie ciśnienie atmosferyczne, niewielkie wahania temperatur w ciągu doby i wyjątkowo czyste powietrze.

## Edukacja
W miejscowości znajdują się trzy szkoły podstawowe.
Po reformie edukacji od roku szkolnego 2019/2020 w miejscowości są trzy szkoły podstawowe: SP nr 1 im. porucznika Tadeusza Stefaniszyna, SP nr 2 im. 12 Pułku Piechoty i SP nr 3 im. Ojca świętego Jana Pawła II.
Przed reformą edukacji istniało jeszcze Gimnazjum im. Wawrzyńca Spytka Jordana, do którego uczęszczali uczniowie z całej miejscowości.
W czerwcu 2019 roku ostatni absolwenci ukończyli Gimnazjum, a szkoła, ze względu na reformę oświaty, przeszła do historii.

## Atrakcje, kultura, organizacje
- Gminne Centrum Kultury, Kafejka Internetowa, Biblioteka
- Izba Pamięci Narodowej w SP nr 1
- Stowarzyszenie Historii Spytkowic
- Związek Podhalan Oddział Spytkowice
- Ochotnicza Straż Pożarna (działająca od początku XX w.)
- Orkiestra Ochotniczej Straży Pożarnej
- Koło Gospodyń Wiejskich
- Zespoły ludowe – Krzesani, Siekiernica
- Kompleks Beskid
- Ścieżki turystyczne piesze i rowerowe
- Zabytkowe ule (obok UG)
- Pasieka "Pod lasem"
- Liczne restauracje
- Bogata oferta agroturystyczna.

## Szlaki turystyczne
Sidzina-Wielka Polana – Przełęcz Zubrzycka – Kieczura – Groniczek – Beskidy – przełęcz Pod Beskidami – Przełęcz Spytkowicka. Czas przejścia 4 h
 Przełęcz Spytkowicka – Łysa Góra – Leszczak – przełęcz Nad Harkabuzem – Żeleźnica – przełęcz Pod Żeleźnicą. Czas przejścia 3 h.

## Gminy i miejscowości partnerskie
1. Érsekvadkert
2. Szemud
3. Orawski Biały Potok

## Osoby wywodzące się ze Spytkowic
- Jan Kracik – historyk, prezbiter
- Stanisław Kracik
- Jan Ziobro (skoczek narciarski)